# Великая (приток Волги)
Вели́кая — река в России, протекает в Ярославском районе Ярославской области, частично на южной границе городского округа Ярославль. Устье реки находится в 2607 км по правому берегу реки Волга от её устья (Горьковское водохранилище); километром выше устья реки Туношонка, напротив острова Туношенский. Длина реки составляет 24 км, площадь бассейна — 116 км².
Населённые пункты около реки: Шепелево, Климовское, Ямищи, Образцово, Петрово, Телищево, Ярцево, Орлово, Сопёлки, Воробино, Волжский, Туношна и дачные посёлки.
После Образцово пересекает железную дорогу Ярославль — Кострома, ближайшая станция — Телищево; после Ярцево пересекает автодорогу Ярославль — Кострома.

## Данные водного реестра
По данным государственного водного реестра России относится к Верхневолжскому бассейновому округу, водохозяйственный участок реки — Волга от Рыбинского гидроузла до города Кострома, без реки Кострома от истока до водомерного поста у деревни Исады, речной подбассейн реки — Волга ниже Рыбинского водохранилища до впадения Оки. Речной бассейн реки — (Верхняя) Волга до Куйбышевского водохранилища (без бассейна Оки).
Код объекта в государственном водном реестре — 8010300212110000011245.